# Să nu uităm trotinetele
Să nu uităm trotinetele este un film românesc din 1979 regizat de Nell Cobar.